# Эри (язык)

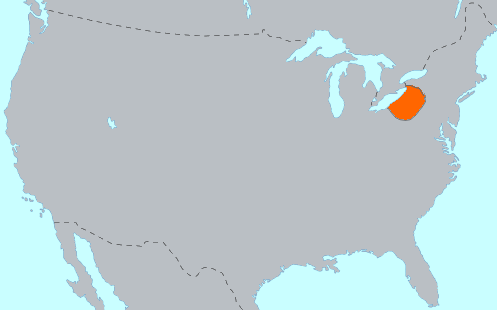

Язык эри — мёртвый ирокезский язык племени эри, имел некоторые сходства с гуронским.
Названия Эри (Erie) и Эрис (Eriez) — сокращённая форма от Эрилхонан (Erielhonan), что дословно переводится как «длинный хвост», соответственно члены племени Эри назывались «люди-кошки».

## Перевод
- Эриэльонан (длинный хвост)
- Роннонгмокрытоннаванка(Удачи)
- Кахква (Кахква)
- Гёкулеаво (волк)